# Гибсон, Джейкоб
Джейкоб Ромеро Гибсон (англ. Jacob Romero Gibson; род. 11 июля 1996) — американский актёр. Наиболее известен ролью Усоппа в телесериале «Ван-Пис».

## Кинокарьера
С 2019 по 2020 годы появился в 15 эпизодах телесериала «Гринлиф» в роли Эй Джея Деладжае.
В ноябре 2021 года было объявлено, что он сыграет роль Усоппа в телесериале Netflix «Ван-Пис», основанном на одноимённой манге.

## Фильмография
| Год          |   | Русское название       | Оригинальное название                    | Роль                           |
| ------------ | - | ---------------------- | ---------------------------------------- | ------------------------------ |
| 2018         | с | Ординатор              | The Resident                             | Атиба Джексон (1 эпизод)       |
| 2019         | с | Всем встать            | All Rise                                 | Дилан Фрэнк (1 эпизод)         |
| 2019         | с | Анатомия страсти       | Grey's Anatomy                           | Джош (1 эпизод)                |
| 2019—2020    | с | Гринлиф                | Greenleaf                                | Эй Джей Деладжае (15 эпизодов) |
| 2020         | ф |                        | Snake Eyes: An ASMR Nightmare Experience | Гэбриел                        |
| 2023         | с | Настоящий рэп          | Rap Sh!t                                 | Лорд AK                        |
| 2023 — н. в. | с | One Piece. Большой Куш | One Piece                                | Усопп (главная роль)           |